# 4642 Murchie
4642 Murchie eller 1990 QG4 är en asteroid i huvudbältet som upptäcktes den 23 augusti 1990 av den amerikanske astronomen Henry E. Holt vid Palomarobservatoriet. Den är uppkallad efter Scott L. Murchie.
Asteroiden har en diameter på ungefär 17 kilometer och den tillhör asteroidgruppen Themis.